# Amfiteatr w Nîmes
Amfiteatr w Nîmes – starożytny rzymski amfiteatr znajdujący się we francuskim Nîmes, jedna z najlepiej zachowanych budowli tego typu. Od 1840 roku posiada status monument historique, w kategorii classé (zabytek o znaczeniu krajowym). 
Wzniesiony pod koniec I wieku amfiteatr ma wymiary 133×101 m i 21 m wysokości. Szacuje się, że mógł pomieścić nawet 21 tysięcy widzów. Dwukondygnacyjną budowlę obiega rząd 60 arkad,
flankowanych pilastrami zwieńczonymi kapitelami w porządku toskańskim. Amfiteatr przetrwał do czasów współczesnych w doskonałym stanie, zachowały się wszystkie rzędy siedzeń oraz otwory na drągi do rozpinania velarium. Niewiele pozostało natomiast z wieńczącej całość attyki.
Amfiteatr przestał pełnić swoją funkcję wraz z upadkiem cesarstwa rzymskiego. Po zajęciu Nîmes przez Wizygotów przekształcono go w twierdzę. W średniowieczu amfiteatr stał się miejscem zamieszkania miejscowej biedoty, w pobudowanych w arenie i na widowni domostwach mogło mieszkać nawet 2 tysiące ludzi. Ich wysiedlenia dokonano w XIX wieku. Współcześnie arena amfiteatru jest miejscem rozmaitych imprez.